# 阳忠恕
阳忠恕（1928年7月—2021年10月11日），男，湖南衡阳人，中华人民共和国政治人物，曾任湖南省政协副主席，第六届全国政协委员，第七、九届全国政协常务委员，第八届全国人大常委会委员。